# جون ولز
جون ولز (بالإنجليزية: John Wells)‏ (5 يناير 1760 - 15 فبراير 1835) هو لاعب كريكت بريطاني (وحمل سابقاً جنسية المملكة المتحدة لبريطانيا العظمى وأيرلندا ومملكة بريطانيا العظمى).